# Stéphane Stassin
Stéphane Stassin (* 8. Oktober 1976 in Braine Le Comte, Provinz Hennegau) ist ein ehemaliger belgischer Fußballspieler.

## Karriere
Stassin spielte in der Jugend für Stade Brainois und anschließend für den RSC Anderlecht, wo er 1996 in den Profikader aufrückte. Dort blieb er bis 2000, von wo aus er anschließend zu Borussia Mönchengladbach in die 2. Bundesliga wechselte. Mit der Borussia stieg er nach einer Saison in die 1. Bundesliga auf. Er blieb bis Sommer 2003 und war anschließend bis Dezember 2004 vereinslos, bis ihn SCO Angers verpflichtete, mit dem er in der Ligue 2 spielte. 2006 wechselte er zurück in seine Heimat zu Royale Union Saint Gilloise, mit denen er in der 2. Division spielte. Dort blieb er bis 2008 und wechselte zu Royal Francs Borains, wo er bis 2010 blieb. Danach kam er über Olympic Charleroi, wo er von 2010 bis 2011 spielte, zu Royal Albert Quévy-Mons und beendete anschließend seine aktive Karriere.
Seit 2010 tritt er als Jugendtrainer bei RSC Anderlecht in Erscheinung und war während seiner Zeit bei Quévy-Mons auch der Co-Trainer der Herrenmannschaft von Quévy-Mons.
Sein Bruder Sébastien war ebenfalls Fußballprofi.